# Палладий (Шиман)
Епископ Палладий (в миру Пётр Александрович Шиман; 15 ноября 1939, Дисна, Витебская область — 7 октября 2000, Ижевск) — епископ Русской православной церкви, епископ Читинский и Забайкальский.

## Биография
Родился 15 ноября 1939 года в городе Дисна Витебской области в семье священника.
По окончании черневичской средней школы в 1957 году поступил в Гродненский медицинский техникум в которой учился один курс.
В 1958 году поступает в Минскую Духовную Семинарию, которую окончил в 1962 году. В 1966 году — Московскую духовную академию со степенью кандидата богословия за сочинение по кафедре патрологии «Учение о Церкви христианских писателей доникейского периода» и был принят в аспирантуру при Московской духовной академии.
13 мая 1966 года по благословению Святейшего Патриарха Алексия I наместником Троице-Сергиевой Лавры архимандритом Платоном (Лобанковым) пострижен в монашество с наречением имени Палладий, в честь святителя Палладия, епископа Еленопольского.
22 мая 1966 года митрополитом Ленинградским и Новгородским Никодимом (Ротовым) в Николо-Богоявленском кафедральном соборе в Ленинграде рукоположен во иеродиакона.
8 октября 1967 года в Троице-Сергиевой Лавре рукоположён во иеромонаха.
После окончания аспирантуры в 1969 году Учебным комитетом при Священном Синоде назначен на преподавательскую работу в Одесскую духовную семинарию. Читал лекции по Священной Библейской истории и Сравнительному богословию. Определением архиепископа Одесского и Херсонского Сергия (Петрова) назначен секретарём правления семинарии.
К празднику Пасхи 1971 года возведён в сан игумена.
С 30 июля 1976 года — помощник инспектора Одесской духовной семинарии.
В 1978 году возведён в сан архимандрита и назначен инспектором Одесской духовной семинарии.
В 1979 году в составе группы паломников Русской Православной Церкви посетил Святой Афон.
В 1980 году участвовал в работе проходившей в Финляндии X Ассамблеи «Синдесмоса».
В 1985 году в Польше и в Болгарии выступал с докладами на международных конференциях, посвященных 1100-летию со дня блаженной кончины святителя Мефодия, просветителя славян.
30 декабря 1986 года определением Священного Синода Русской православной церкви избран епископом Переяслав-Хмельницким, викарием Киевской епархии. 8 февраля 1987 года во Владимирском кафедральном соборе хиротонисан во епископа Переяслав-Хмельницкого, викария Киевской епархии. Хиротонию совершили митрополиты Киевский и Галицкий Филарет (Денисенко), Одесский и Херсонский Сергий (Петров), Львовский и Тернопольский Никодим (Руснак); архиепископы Симферопольский и Крымский Леонтий (Гудимов), Черниговский и Нежинский Антоний (Вакарик), Ивано-Франковский и Коломыйский Макарий (Свистун), Винницкий и Брацлавский Агафангел (Саввин); епископы Волынский и Ровенский Варлаам (Ильющенко), Кировоградский и Николаевский Севастиан (Пилипчук), Черновицкий и Буковинский Антоний (Москаленко).

### Служение в Ижевской епархии
30 ноября 1988 года назначен епископом восстановленной Ижевской и Удмуртской епархии.
Хотя уполномоченный совета по делам религии по УАССР М. П. Понамарёв противился назначению в Ижевск архиерея, заявив, что в Удмуртии не нужны «шибко умные архиереи», 2 января 1989 года епископ Палладий прибыл в Ижевск и взялся за восстановление епархии.
Несмотря на сильное противодействие со стороны уполномоченного Епископу Палладию удалось ввести колокольный звон во всех приходах Ижевской епархии. Священники стали выезжать за пределы храма: на кладбище для панихид и на дом к верующим.
Активно выезжал для совершения богослужения на приходы, число которых за время его управления епархией увеличилось втрое. Требовал неустанной проповеднической деятельности от священников.
В 1992—1993 годах оказался вовлечён в скандал, связанный с выкупом государственной собственности. В июле 1992 года государство разрешило епархии выкупить оздоровительный комплекс Минсельхозмаша в Одинцовском районе Московской области (4 корпуса на 17 гектарах земли) по остаточной стоимости. Для управления этой собственностью было создано ТОО «Палладион», учредителями которого стали епархия и несколько частных фирм. В ноябре 1992 года епископ от лица епархии отказался от своей доли в ТОО в пользу других учредителей. Госкомимущество, узнав об этом, добилось от президента России отмены распоряжения о передаче имущества.
По постановлению Священного Синода от 23 февраля 1993 года архиепископы Калужский и Боровский Климент и Тамбовский и Мичуринский Евгений проводили ревизию Ижевского епархиального управления. 22 марта 1993 года по результатам ревизии епископ Палладий освобождён от управления Ижевской епархией и отправлен за штат. 19 июля 1993 года, после объяснений епископа Палладия на заседании Священного Синода, решение о выводе за штат было оставлено в силе.

### Служение в Читинской епархии
21 апреля 1994 года определён быть епископом возрождённой Читинской и Забайкальской епархии.
Заслуга епископа Палладия заключалась прежде всего в восстановлении финансово-экономической и миссионерской деятельности Читинской и Забайкальской епархии. Епископа Палладия волновало появление в Забайкалье после падения Советского Союза деструктивных сект.

### На покое

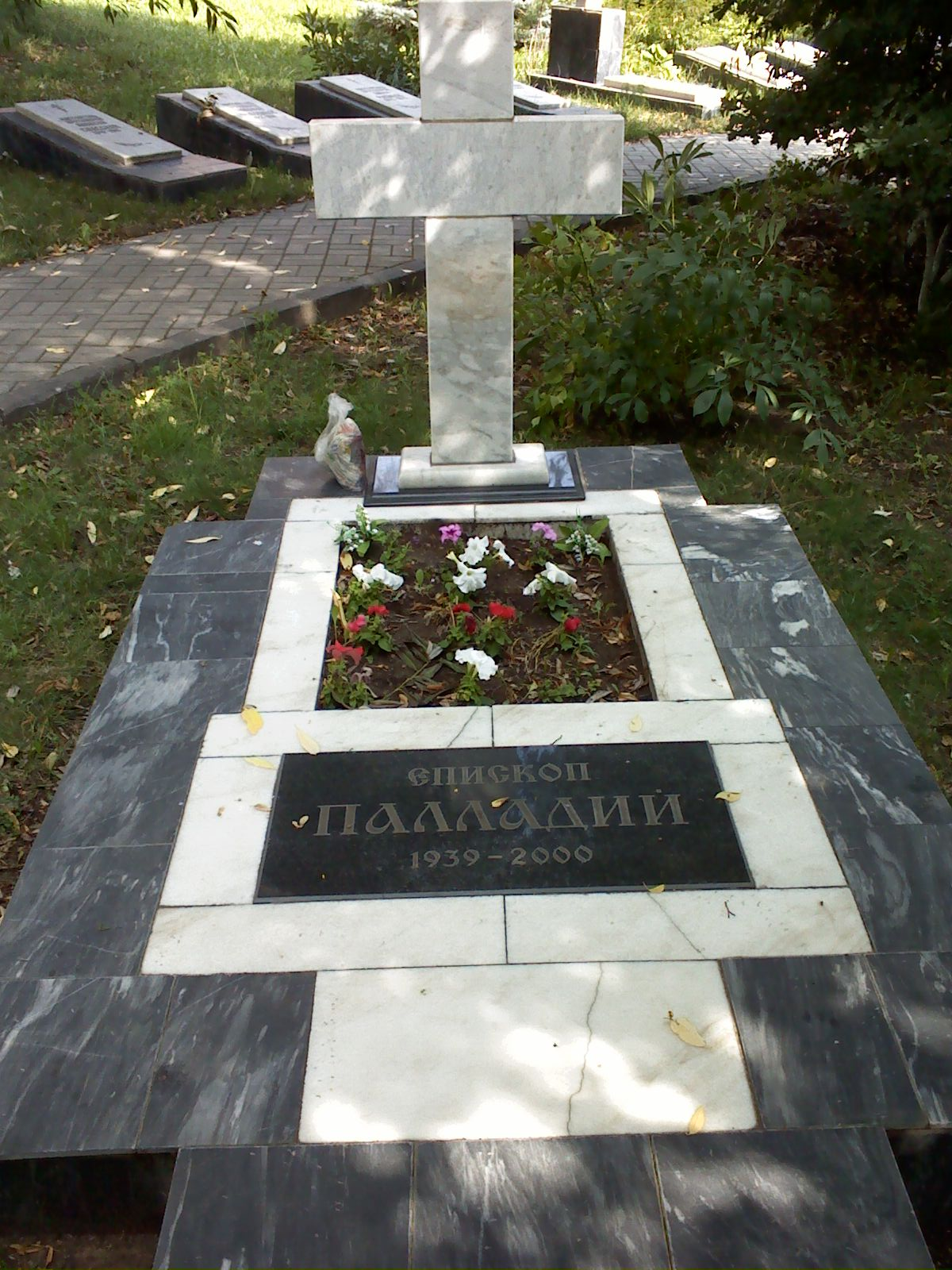
Могила епископа Палладия в Александро-Невском соборе Ижевска

11 октября 1996 года на заседании Священного Синода освобождён от управления Читинской епархией с увольнением на покой.
Проживал в своей квартире в городе Ижевске.
Скончался 7 октября 2000 года. Похоронен на территории кафедрального собора святого благоверного великого князя Александра Невского.

## Публикации
- Начало нового учебного года в Одесской духовной семинарии // Журнал Московской Патриархии. 1972. — № 11. — С. 31-32.
- Окончание учебного года в Одесской Духовной Семинарии // Журнал Московской Патриархии. 1972. — № 8. — С. 30-31.
- Годичный акт в ОДС // Журнал Московской Патриархии. 1973. — № 3. — С. 20-21.
- Святитель Николай, архиепископ Мир Ликийских, чудотворец // Журнал Московской Патриархии. 1973. — № 4. — С. 39-40.
- День выпуска в Одесской духовной семинарии // Журнал Московской Патриархии. 1973. — № 8. — С. 8-9.
- Начало учебного года в Одесской духовной семинарии // Журнал Московской Патриархии. 1973. — № 11. — С. 18.
- О вере // Журнал Московской Патриархии. 1973. — № 11. — С. 42-43.
- Престольный праздник Одесской духовной семинарии // Журнал Московской Патриархии. 1974. — № 2. — С. 21-22.
- Источник жизни // Журнал Московской Патриархии. 1974. — № 6. — С. 39-40.
- Окончание учебного года в Одесской духовной семинарии // Журнал Московской Патриархии. 1974. — № 9. — С. 14-15.
- Из жизни духовных школ. В Одессе [начало учебного года] // Журнал Московской Патриархии. 1975. — № 1. — С. 22.
- Христианин — миротворец // Журнал Московской Патриархии. 1975. — № 6. — С. 28.
- В Одесской епархии [празднование тридцатилетия Великой Победы] // Журнал Московской Патриархии. 1975. — № 8. — С. 10-11.
- В Одесской духовной семинарии [празднование тридцатилетия Великой Победы] // Журнал Московской Патриархии. 1975. — № 8. — С. 11.
- Начало нового учебного года: в Одесской духовной семинарии // Журнал Московской Патриархии. 1975. — № 11. — С. 25.
- Одесская духовная семинария: прощание с наставниками // Журнал Московской Патриархии. 1976. — № 2. — С. 12.
- Начало занятий в Одесской духовной семинарии // Журнал Московской Патриархии. 1976. — № 12. — С. 17-18.
- Архиепископ Алипий (Хотовицкий), бывший Винницкий и Брацлавский [некролог] // Журнал Московской Патриархии. 1977. — № 9. — С. 20-21.
- Успешно закончен учебный год: в Одесской духовной семинарии // Журнал Московской Патриархии. 1977. — № 9. — С. 23-25.
- Годичный акт в Одесской духовной семинарии // Журнал Московской Патриархии. 1978. — № 4. — С. 12-13.
- О молитве // Журнал Московской Патриархии. 1978. — № 6. — С. 39-40.
- Высокопреосвященный архиепископ Боголеп (Анцух), бывший Кировоградский и Николаевский [некролог] // Журнал Московской Патриархии. 1978. — № 9. — С. 13-14. (в соавторстве с протоиереем Евгением Барщевским)
- Высокопреосвященный архиепископ Палладий (Каминский), бывший Житомирский и Овручский [некролог] // Журнал Московской Патриархии. 1978. — № 10. — С. 16-17.
- Пребывание Святейшего Патриарха в Одессе // Журнал Московской Патриархии. 1978. — № 12. — С. 11-12.
- Награждение Почетными грамотами // Журнал Московской Патриархии. 1979. — № 5. — С. 54.
- Архимандрит Поликарп — наместник Одесского Успенского монастыря // Журнал Московской Патриархии. 1979. — № 7. — С. 8.
- Паломничество на Святую Гору Афон // Журнал Московской Патриархии. 1979. — № 12. — С. 11-16. (в соавторстве с архиепископом Краснодарским и Кубанским Гермогеном)
- Вечная память почившим [Бадер В. И., протоиерей, преподаватель ОДС] // Журнал Московской Патриархии. 1980. — № 3. — С. 28.
- В день Успения Пресвятой Богородицы // Журнал Московской Патриархии. 1980. — № 8. — С. 35-37.
- Сообщения из епархий: Одесская епархия // Журнал Московской Патриархии. 1980. — № 9. — С. 57.
- Приветственный адрес Святейшему Патриарху Московскому и всея Руси Пимену в день 25-летия епископской хиротонии от Одесской паствы 17 ноября 1982 года // Журнал Московской Патриархии. 1983. — № 2. — С. 18-19. (в соавторстве)
- Делегация из Чехословакии в гостях у Русской Православной Церкви // Журнал Московской Патриархии. 1985. — № 11. — С. 89-90
- Интронизация Блаженнейшего Парфения III, Папы и Патриарха Александрийского и всей Африки // Журнал Московской Патриархии. 1987. — № 7. — С. 55-59.
- Празднование 1000-летия Крещения Руси в Киеве // Журнал Московской Патриархии. 1988. — № 10. — С. 10-14. (в соавторстве с протоиереем Анатолием Затовским)
- Чрез двери храма — к возрождению души (размышления архипастыря) // Журнал Московской Патриархии. 1991. — № 1. — С. 31-32.
- «Святый Ангеле Божий, моли Бога о мне» // Журнал Московской Патриархии. 1991. — № 11. — С. 42-43.

## Награды
- Орден преподобного Сергия Радонежского I степени (декабре 1989; к 50-летию со дня рождения).
- Орден святого равноапостольного великого князя Владимира II и III степени
- Орден Преподобного Сергия Радонежского II и III степени
- орден святого апостола Марка II и III степени (Александрийская православная Церковь)
- награды Антиохийской и Болгарской Православных Церквей, Патриаршая и архипастырские грамоты.